# Brachicoma striatella
Brachicoma striatella är en tvåvingeart som först beskrevs av Wulp 1890.  Brachicoma striatella ingår i släktet Brachicoma och familjen parasitflugor. Inga underarter finns listade.